# Chumra
La chumra o khumra (in ebraico חומרה‎?, חומרה; plur. חומרות, khumrot) è una proibizione o obbligo della pratica ebraica che eccede i requisiti basilari della Halakhah (Legge ebraica).

## Interpretazione
1. La persona che si impone una khumra in un dato caso si dice essere in ebraico מחמיר  מחמיר‎? – makhmir. La ragione di khumra proviene da Deuteronomio 22:08, dove si afferma che quando si costruisce una casa, si deve anche costruire una recinzione attorno al tetto in modo da evitare la responsabilità se qualcuno dovesse cadere dal tetto. Ciò è stato interpretato da molti come requisito di "costruire un recinto intorno alla Torah", al fine di proteggere le mitzvot.
Un obbligo o proibizione possono essere adottati sia da una sola persona che da una comunità intera. I primi riferimenti alle khumrot si trovano nel Talmud, e la loro interpretazione e applicazione sono cambiate nel tempo. Le khumrot il più delle volte si trovano nell'Ebraismo ortodosso, e  sono variamente viste come precauzioni contro le trasgressioni della Halakhah o come modo per mantenere coloro che si sono impegnati nei rigori di osservanza separati da chi non lo sono.
2. Un secondo significato di khumra è semplicemente "una interpretazione più restrittiva di una data legge ebraica, quando sono presenti due o più interpretazioni. Questo significato è strettamente legato al primo significato, perché le persone che seguono l'interpretazione più indulgente (qulla) ritengono che la loro interpretazione sia il requisito basilare della legge, e che le persone che osservano un'interpretazione più rigorosa e severa stiano facendo qualcosa di "extra" (di aggiuntivo, di supplementare). Tuttavia, le persone che osservano la khumra in questo senso, credono di stare seguendo il requisito di base, e che fare di meno sarebbe come violare la legge completamente. Si noti che in molti casi una regola seguita oggi dalla maggioranza (o addirittura dalla totalità) degli ebrei osservanti della Halakhah viene considerata rigorosa in confronto con le opinioni rabbiniche più miti che esistevano nel passato. Ad esempio, una pratica halakhica universale di oggi è quella di attendere almeno un'ora (e anche fino a sei ore) dopo aver mangiato carne, prima di consumare latte/latticini. Tuttavia, Rabbenu Tam, nella Francia del XII secolo, aveva stabilito che fosse solo sufficiente concludere il pasto di carne recitando una benedizione e togliendo la tovaglia, e poi il latte poteva essere consumato immediatamente. Quindi, la pratica halakhica universale di oggi che richiede di attendere un lasso di tempo tra carne e latte verrebbe considerata una khumra rispetto alla sentenza di Rabbenu Tam.